# Inicjatywa Feministyczna

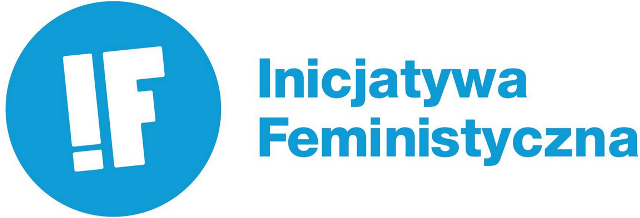
Logo der Partei seit 2016

Die Inicjatywa Feministyczna, IF (bis 2016 Partia Kobiet PK, deutsch Frauenpartei) ist eine polnische Programm- und Kleinpartei. Sie bekennt sich zu Frauen- und Familienförderung, und grenzt sich dabei von Parteien ab, die ein konservatives und kirchlich geprägtes Leitbild der Familie unterstützen. Die Partei versteht sich als Vertretung der polnischen Frauen und legt nach eigenen Angaben vor allem Wert auf Bildung und das Gesundheitssystem. Vorsitzende der Partei ist Anna Kornacka. Ihre Vorgängerin und heutige Ehrenvorsitzende der Partei ist die Autorin Manuela Gretkowska.

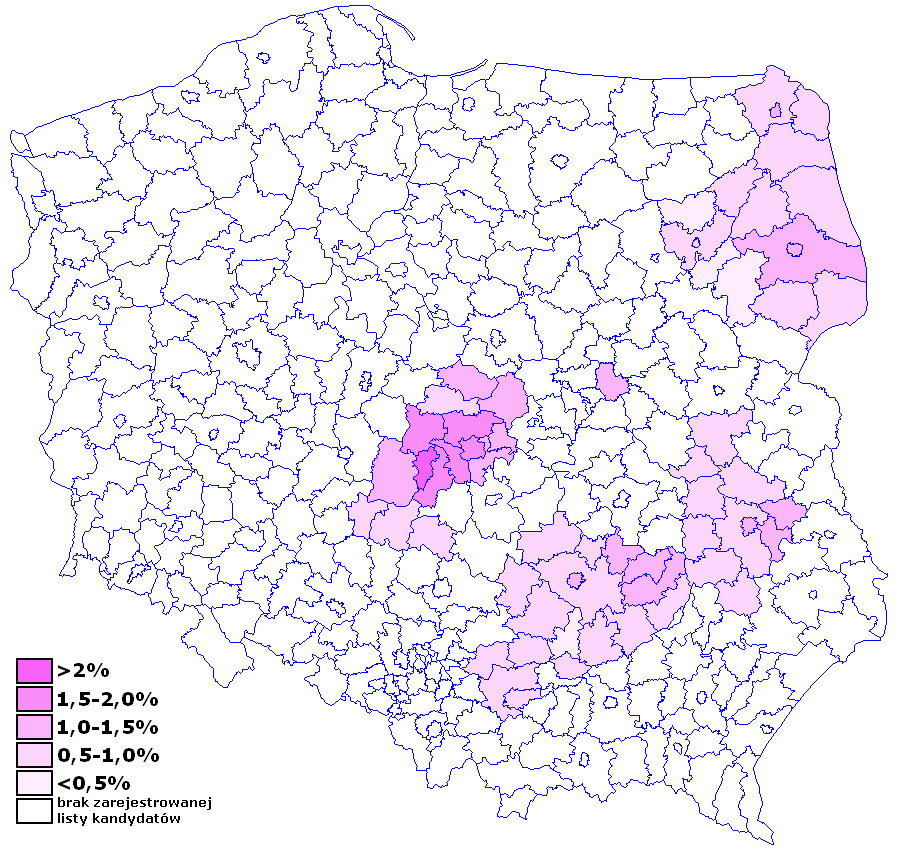
Verteilung der Stimmen bei der Wahl 2007

Offiziell registriert wurde die Partei am 11. Januar 2007. Bei den Parlamentswahlen in Polen 2007 stellte sich die Partei der Wahl in den polnischen Sejm. Ihr Wahlplakat zeigte die Führerinnen der Partei unbekleidet. Die Partia Kobiet erhielt insgesamt 45.121 Stimmen was 0,28 Prozent der abgegebenen gültigen Stimmen entsprach. Damit verfehlte die Partei die Fünf-Prozent-Hürde. Das höchste Ergebnis mit 2,74 Prozent (121 Stimmen) konnte die Partei in der Gemeinde Bodzechów erlangen, das niedrigste mit 0,06 Prozent (1 Stimme) in der Gemeinde Turośl.
Bei den Präsidentschaftswahlen 2010 unterstützte die Partei Grzegorz Napieralski. Er schied in der ersten Runde hinter den Favoriten Jarosław Kaczyński und Bronisław Komorowski aus.
2016 nannte sich die PK in Inicjatywa Feministyczna um. Vermutlich in Anlehnung an die schwedische F!. Die IF ist Teil des Netzwerks FUN Europe.